# Djeziraia pardii
Djeziraia pardii är en plattmaskart som beskrevs av Schockaert 1971. Djeziraia pardii ingår i släktet Djeziraia och familjen Polycystididae. Inga underarter finns listade i Catalogue of Life.